# Snurra

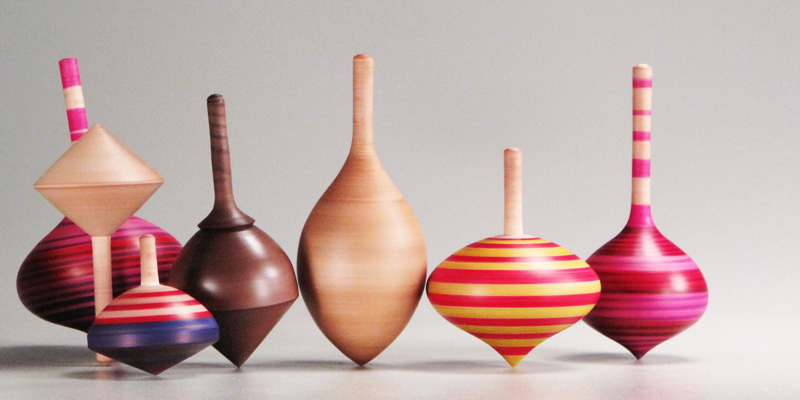
Olika typer av snurror.

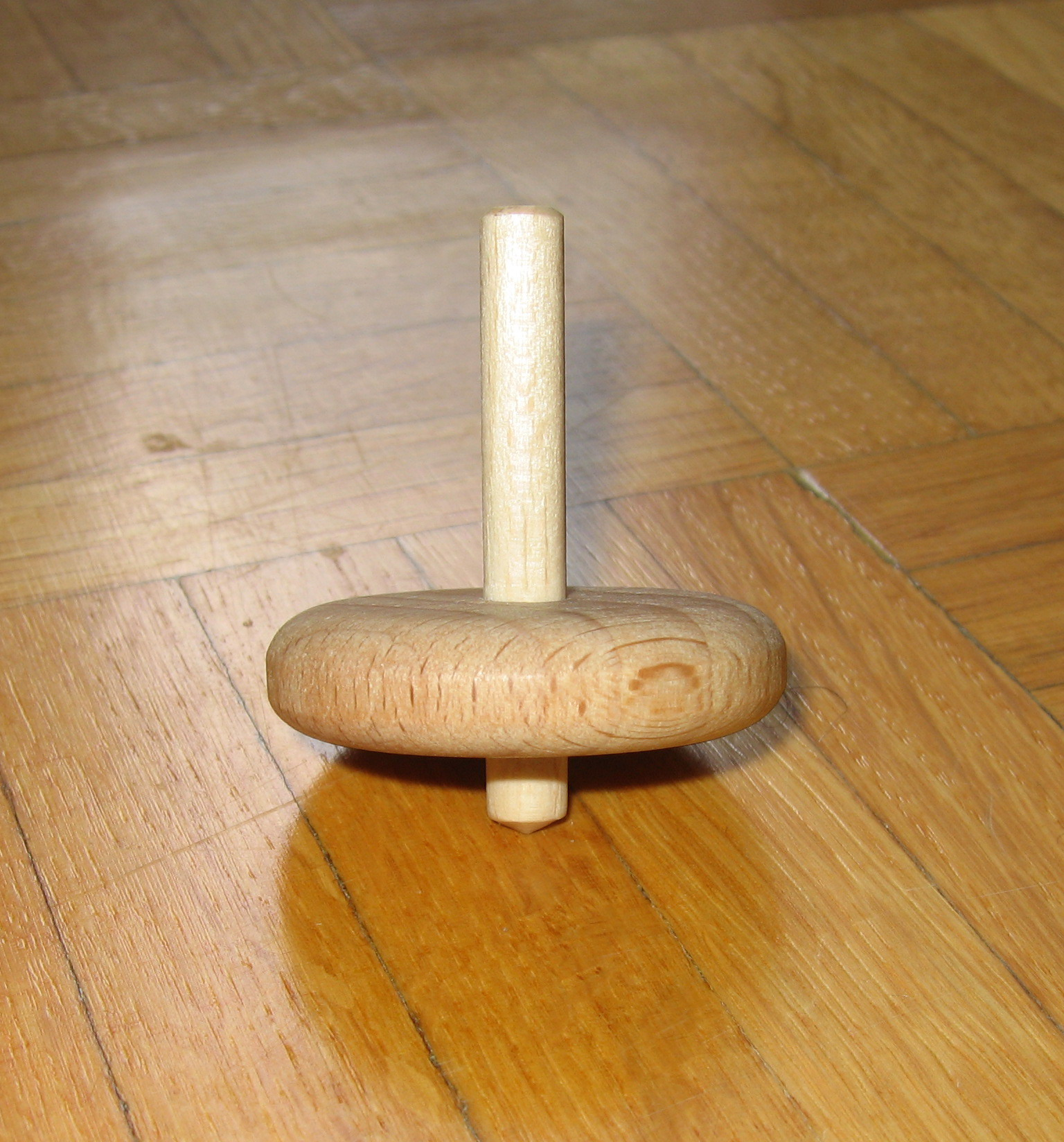
En leksakssnurra i trä

En snurra är en leksak med rund kropp och en vass spets, utformad för att snurras på sin vertikala axel, balanserande på spetsen genom den gyroskopiska effekten.
När den väl satts i rörelse, kommer en snurra vanligtvis att vicka i några sekunder, ställa sig upprätt ett tag, sedan börja vicka igen med ökad amplitud när den tappar energi, tills den slutligen välter och rullar över på sidan.
Snurror finns i många varianter och material, främst trä, metall och plast. De kan sättas i rörelse direkt med fingrarna, genom att man drar ett rep som rullats runt kroppen, eller med hjälp av en inbyggd skruv.
Dessa leksaker har använts sedan antiken, både som leksak och i olika former av tävlingar, där exempelvis  spelare försöker hålla sin snurra i spinn så länge som möjligt, eller uppnå något annat mål. Vissa snurror har facetterade kroppar med symboler eller inskriptioner, och används som tärningar i spel, eller för spådomar och rituella syften, exempelvis en dreidl.

## Namn
Denna leksak har haft många namn. Utöver det vanliga snurra förekommer även trissa, top eller topp, snurrebuss och pirre.

## Tippetopp

Snurra som vänder sig upp-och-ner, kallad tippetopp (film)

Vid mitten av 1900-talet kom en leksaksvariant, som kallades tippetoppen. Denna snurra hade egenskapen att den mycket kort efter att den startats på konventionellt sätt, av sig själv blev instabil och vände 180 grader för att, i ett stabilt läge snurra på "skaftet" istället.
Helene Sperl fick 1892 patent på denna typ av snurra. Under 1950-talet vidareutvecklades formen: Oscar Hummel fick patent för en snurra 1951 och Werner Östberg fick patent 1953 för förbättringar.
Mekanikprofessorn Hilding Faxén vid KTH fann mycket kort tid efter Tippetoppens ankomst till Sverige den vetenskapliga förklaringen till dess beteende. 